# Андромеда IX
Андроме́да IX (And 9) — карликовая сфероидальная галактика, являющаяся спутником Галактики Андромеды. Была открыта в 2004 году методом звёздной фотометрии из слоановского цифрового обзора неба (СЦОН) группой астрономов под руководством Цукера. На момент её обнаружения была галактикой с самой низкой известной поверхностной яркостью ΣV ≃ 26.8mags угловых секунд-2 и самой тусклой из известных галактик по абсолютной яркости.
Андромеда IX была вычислена на основе цифровых данных СЦОН, полученных путём сканирования неба вдоль главной оси галактики M31, проведённого 5 октября 2002 года. Расстояние до Андромеды IX, по оценкам McConnacrchie и соавторов, почти такое же, как и до M31.